# Артур Марушевський
Артур Томаш Марушевський (пол. Artur Tomasz Maruszewski 21 грудня 1886, Варшава — 6 грудня 1945, Керколді) — польський військовик, державний і політичний діяч, п'ятий тернопільський воєвода

## Життєпис
Народився 21 грудня 1886 року у Варшаві. Батько — Теофіл Марушевський, матір — дружина батька Теодозія з Межинських (пол. Teodozja Mierzyńska).
Помер 6 грудня 1945 року в м. Керколді (Шотландія), був похований в Единбурзі.

### Сім'я
Дружина Аліція (прізвище невідоме), активістка боротьби за незалежність Польщі (псевдонім Hanka), авторка твору «Wspomnienia o opiece Kaliskiej Ligi Kobiet nad więźniami Szczypiorna». Діти:
- Войцех вітольд (пол. Wojciech Witold, нар. 1920)
- Ян Артур Юліуш (пол. Jan Artur Juliusz, нар. 1925).